# Tom IJzerman
Tom IJzerman (Zwolle, 6 februari 1987) is een Nederlands voormalig voetballer die uitkwam voor FC Zwolle.
Hij is zoon van oud-prof René IJzerman.

## Carrièrestatistieken
| Seizoen         | Club            | Land            | Competitie      | Competitie | Competitie | Beker | Beker | Internationaal | Internationaal | Overig | Overig | Totaal | Totaal |
| Seizoen         | Club            | Land            | Competitie      | Wed.       | Dlp.       | Wed.  | Dlp.  | Wed.           | Dlp.           | Wed.   | Dlp.   | Wed.   | Dlp.   |
| --------------- | --------------- | --------------- | --------------- | ---------- | ---------- | ----- | ----- | -------------- | -------------- | ------ | ------ | ------ | ------ |
| 2004/05         | FC Zwolle       | Nederland       | Eerste divisie  | 0          | 0          | 0     | 0     | 0              | 0              | 0      | 0      | 0      | 0      |
| 2005/06         | FC Zwolle       | Nederland       | Eerste divisie  | 9          | 1          | 0     | 0     | 0              | 0              | 0      | 0      | 9      | 1      |
| 2006/07         | FC Zwolle       | Nederland       | Eerste divisie  | 9          | 0          | 0     | 0     | 0              | 0              | 0      | 0      | 9      | 0      |
| Carrière totaal | Carrière totaal | Carrière totaal | Carrière totaal | 18         | 1          | 0     | 0     | 0              | 0              | 0      | 0      | 18     | 1      |